# Курт Прессель
Курт Прессель (нім. Kurt Pressel; 1 квітня 1911, Вернігероде — 7 липня 1943, Атлантичний океан) — німецький офіцер-підводник, капітан-лейтенант крігсмаріне.

## Біографія
З 1 жовтня 1941 року — командир підводного човна U-60, з травня по 9 листопада 1942 року — U-5, з 3 грудня 1942 року — U-951. 13 травня 1943 року вийшов у свій перший і останній похід. 7 липня U-951 був потоплений глибинними бомбами американського бомбардувальника «Ліберейтор». Всі 46 членів екіпажу загинули.

## Звання
- Оберлейтенант-цур-зее (1 жовтня 1942)
- Капітан-лейтенант (1 липня 1943)